# Västanby, Lekebergs kommun
Västanby är en bebyggelse i Kvistbro socken i Lekebergs kommun i Närke. Till och med år 1995 räknades bebyggelse till en av SCB avgränsad småort namnsatt till Västanby och Kråkemotorp. Från 1995 till 2010 existerade ingen småort eller bebyggelseenhet med detta namn.  Från 2015 till 2023 avgränsade SCB här åter en småort.